# Palaeophonus
Palaeophonidae
Famille
Genre
Palaeophonus, unique représentant de la famille des Palaeophonidae, est un genre fossile de scorpions.

## Distribution
Les espèces de ce genre ont été découvertes en Suède et en Angleterre. Elles datent du Silurien.

## Liste des espèces
Selon World Spider Catalog 20.5 :
- † Palaeophonus nuncius Thorell & Lindström, 1884
- † Palaeophonus lightbodyi Kjellesvig-Waering, 1954

## Publication originale
- Thorell & Lindström, 1884 : « Sur un Scorpion du terrain silurien de Suède. » Comptes Rendus Hebdomadaires des Séances de l'Académie des Sciences, vol. 99, p. 984-985.